# James Carter (atleet)
James Carter (Baltimore, 7 mei 1978), bijgenaamd Slash, is een Amerikaanse hordeloper, die is gespecialiseerd in de 400 m horden. Hij nam tweemaal deel aan de Olympische Spelen.

## Loopbaan
Carter wordt door voormalig topatleet Antonio Pettigrew getraind en brak internationaal door in het jaar 2000. Hij werd derde op de Olympische selectiewedstrijden en werd geselecteerd voor het Amerikaanse team. Vanwege deze prestatie heeft hij de olympische ringen laten tatoeëren op zijn schouder. Op de Olympische Spelen in Sydney behaalde hij een vierde plaats in de finale van de 400 m horden in 48,04 s, op dat moment zijn beste persoonlijke prestatie. In 2001 wist hij zich wederom te plaatsen, dit keer voor het wereldkampioenschappen in Edmonton, waar hij in de halve finale sneuvelde. Op de Spelen in 2004 greep hij, door opnieuw vierde te worden, wederom naast de medailles.
Zijn persoonlijk record is 47,43, dat hij liep op de WK van 2005 en waarmee hij een zilveren medaille won.
James Carter won op de Amerikaanse kampioenschappen van 2007 in Indianapolis de 400 m horden. Doordat hij daar de snelste wereldjaarprestatie van 47,72 neerzette, speelde hij een favorietenrol op de WK in Osaka. Hij maakte deze rol echter niet waar en moest alweer, evenals bij zijn optredens tijdens twee Olympische Spelen, met een vierde plaats genoegen nemen.
Carter heeft als kind de auto-immuunziekte myasthenia gravis gehad. Deze ziekte verzwakte hem dusdanig, dat hij niet eens meer een vork kon optillen om te eten. Uit zijn zwezerik is op latere leeftijd een tumor verwijderd.

## Titels
- Amerikaans kampioen 400 m horden - 2002, 2004, 2007

## Persoonlijk record
| Onderdeel    | Tijd    | Datum           | Plaats   |
| ------------ | ------- | --------------- | -------- |
| 400 m horden | 47,43 s | 9 augustus 2005 | Helsinki |

## Palmares
Kampioenschappen
- 2000: 4e OS - 48,04 s
- 2002:  IAAF Grand Prix finale in Parijs
- 2002:  IAAF Wereldbeker in Madrid
- 2004: DSQ 4 x 400 m WK indoor
- 2004: 4e OS - 48,58 s
- 2004:  Wereldatletiekfinale in Athene
- 2005: 5e Wereldatletiekfinale in Monaco
- 2005:  WK - 47,43 s
- 2006: 4e Wereldatletiekfinale in Stuttgart
- 2007: 4e WK - 48,40 s

Golden League-podiumplekken
- 2001:  Golden Gala – 48,51 s
- 2002:  Golden Gala – 48,18 s
- 2002:  Weltklasse Zürich – 47,57 s
- 2004:  Weltklasse Zürich – 48,21 s
- 2005:  Meeting Gaz de France – 48,05 s
- 2005:  Golden Gala – 48,41 s
- 2005:  Weltklasse Zürich – 48,51 s
- 2007:  Meeting Gaz de France – 48,61 s
- 2007:  Golden Gala – 48,31 s
- 2007:  ISTAF – 49,02 s